# Abdel Rahman El Bacha
Pour les articles homonymes, voir Rahman (homonymie) et Bacha.
Abdel Rahman El Bacha est un pianiste français d'origine libanaise né à Beyrouth le 23 octobre 1958.

## Biographie
Ses deux parents sont musiciens. Il est élève au lycée Racine (Paris).
Il commence ses études de pianiste et de pédagogue en 1967 avec Zvart Sarkissian, pianiste arménienne, elle-même ancienne élève de Marguerite Long et de Jacques Février.

En 1974, il entre au Conservatoire national supérieur de musique à Paris. Il en sortira avec quatre premiers prix (piano avec Pierre Sancan, musique de chambre, harmonie et contrepoint). En 1981, il obtient la nationalité française et vit dès lors majoritairement à Paris.
En 1983, son premier disque, consacré aux premières œuvres de Prokofiev, obtient le grand prix de l'Académie Charles-Cros. Il le reçoit des mains de Madame Serge Prokofiev.
Il est particulièrement reconnu pour les qualités émotionnelles de son jeu. Son répertoire va de Bach à Prokofiev. Deux compositeurs lui tiennent à cœur : Chopin et Beethoven. Il a d'ailleurs enregistré l'intégrale de l'œuvre pour piano seul de Chopin — la première intégrale chronologique —, ainsi que l'intégrale des 32 sonates de Beethoven, saluée par la presse comme un « évènement majeur ».
Abdel Rahman El Bacha est actuellement maître en résidence à la Chapelle musicale Reine Élisabeth à Waterloo, Belgique. Il met ainsi son talent au service des jeunes pianistes étudiant à la Chapelle.
En mai 2014, Abdel Rahman El Bacha devient le parrain de l'école de musique « La clé de sol » de l'île de Noirmoutier et à cette occasion, a reçu du maire de Noirmoutier la médaille du citoyen d'honneur de la ville.
Abdel Rahman El Bacha poursuit une carrière de concertiste se produisant dans l’Europe entière, en Russie, au Japon, en Amérique du Nord, Centrale et du Sud, au Moyen-Orient, avec des formations renommées comme l’Orchestre philharmonique de Berlin, le Royal Philharmonic Orchestra, l’Orchestre de Paris, l’Orchestre national de France, l’Orchestre philharmonique de Radio France, l’Orchestre national de Belgique, l’Orchestre Gulbenkian, le NHK Tokyo, l’Orchestre de la Suisse romande, etc..

## Récompenses et prix
Il remporte le Concours musical international Reine Élisabeth de Belgique en juin 1978. Il remporte tant le 1er prix du jury que celui du public.

## Discographie
- Queen Elisabeth Competition, Piano 1978 : Abdel Rahman El Bacha (Live). Muso. 2016
- J.S Bach : Le clavier bien tempéré livre 1 (2011) et livre 2 (2014) Triton
- Ludwig Van Beethoven : Intégrale des 32 sonates pour piano (coffret 9 CD). Forlane 1993. Enregistrements de 1984 à 1993.
- Ludwig Van Beethoven : Intégrale des 32 sonates pour piano (coffret 10 CD). Mirare. 2013. Livret [PDF]
- Frédéric Chopin : Intégrale de l'œuvre pour piano (coffret 12 CD) (premier enregistrement chronologique). Forlane (Disques Dom). 2010
- Frédéric Chopin : Sonate pour violoncelle et piano et trio, avec Antoine Pierlot et Olivier Charlier (CD live). Transart. 2012.
- Frédéric Chopin : Les 19 mélodies opus 74 avec la mezzo-soprano Ewa Podles (1999) Forlane
- Frédéric Chopin : Concerto n°1 en mi mineur - Fantaisie en la majeur opus 13 sur des airs polonais - Grande Polonaise brillante en mi bémol majeur opus 22 précédée d'un andante spianato en sol majeur
- Frédéric Chopin : Scherzi & Ballades
- Serge Prokofiev : Les deux sonates pour violon et piano, avec Gaetane Prouvost, violon (UMiP, 1986)
- Serge Prokofiev : Œuvres pour piano (Toccata, 10 pièces pour piano, Suite n°2, Sarcasmes, Visions fugitives). Mirare. 2011. livret
- Serge Prokofiev : Les 5 concertos pour piano et orchestre (2004) Orchestre symphonique de la Monnaie - direction : Kazushi Ono (enregistrement en concert)
- Serge Rachmaninov : 24 Préludes dans les 24 tonalités : Prélude Op.3 n°2 - 10 Préludes Op.23 - 13 Préludes Op.32. Forlane (Disques Dom). 2004
- Maurice Ravel : l'œuvre complète pour piano solo (2010) Triton
- Maurice Ravel : Miroirs, Gaspard de la nuit, Le Tombeau de Couperin (1994) Forlane
- Maurice Ravel . Concerto pour piano et orchestre en sol majeur. Concerto pour la main gauche en ré majeur. Orchestre philharmonique des Pays-de-Loire, Marc Soustrot, Nantes 1984.
- Russian Virtuoso Piano works : S. Rachmaninov : Études tableaux opus 33 - Mili Balakirev : Islamey (fantaisie orientale) - Igor Stravinsky : trois mouvements de Petrouchka. (2010) Triton
- Franz Schubert  : Sonate D.894 - Trois impromptus D.946 - Sonate D.784 Forlane (1996)
- Franz Schubert : Impromptus opus 90, 142 (2012) Triton
- Robert Schumann : Sonate n°2 - Scènes de la forêt - Sonate n°3 (concert sans orchestre) (1994) Forlane
- Frédéric Chopin : Variation en si bémol majeur opus 2 sur « Là ci darem la mano » extrait de Don giovanni de Mozart- Krakowiak en fa majeur opus 14 (grand rondeau de concert) - Concerto n°2 en fa mineur

avec l'orchestre de Bretagne - direction : Stefan Sanderling (2002) Forlane
- Robert Schumann et César Franck : Sonate n°2 en ré mineur opus 121 et en la majeur pour violon et piano avec Yayoi Toda (2014) Exton

avec l'orchestre de Bretagne-direction : Stefan Sanderling (2003) Forlane
- Enrique Granados : Goyescas et 3 danses espagnoles (2018) Triton
- Abdel Rahman el Bacha : Arabesques (intégrale des œuvres pour piano) Mirare (2017)